# David Origanus
David Origanus, właśc. David Tost (ur. 9 lipca 1558 w Kłodzku, zm. 11 lipca 1628 we Frankfurcie nad Odrą) – niemiecki matematyk, filozof i astronom.

## Życiorys
Urodził się w 1558 roku w Kłodzku jako syn miejscowego rzemieślnika Johannesa Tosta i jego żony Anny, córki mistrza budowlanego Ernsta Löcknera i Dorothei Siber. Początkowo uczęszczał do miejscowej szkoły w Kłodzku, a następnie Trzebieli i Hradec Králové, gdzie przez rok uczył się języka czeskiego. W 1574 roku uczył się we wrocławskim Gimnazjum św. Marii Magdaleny. Niedługo potem przeniósł się do pobliskiego Gimnazjum św. Elżbiety, gdzie jednym z jego nauczycieli był Petrus Vincentius.
W 1578 roku rozpoczął studia na Uniwersytecie we Frankfurcie nad Odrą, które ukończył 20 kwietnia 1581 roku, uzyskując stopień naukowy magistra filozofii. Kontynuował dalszą naukę na uniwersytetach w Wittenberdze i Lipsku. Rok później otrzymał stanowisko inspektora szkolnego we Frankfurcie, a w 1586 roku wykładowcy matematyki i języka greckiego na swojej macierzystej uczelni. Niedługo potem w 1588 roku otrzymał profesurę z matematyki i astronomii.
W swojej działalności naukowej wiele miejsca poświęcił tematyce związanej z astrologią i kalendarzem. Ponadto zaangażował się w rozwój Viadriny, obejmując funkcję dziekana nowo powstałego wydziału filozoficznego. Kilkakrotnie pełnił funkcję prorektora w 1591, 1603 i 1611 roku, a także rektora frankfurckiej Alma Mater w 1621 roku. Zmarł siedem lat później i został pochowany we Frankfurcie nad Odrą, z którym związał całe swoje dorosłe życie.